# Stizolestes atribarbis
Stizolestes atribarbis là một loài ruồi trong họ Asilidae. Stizolestes atribarbis được Artigas miêu tả năm 1970. Loài này phân bố ở vùng Tân nhiệt đới.